# Seznam osebnosti iz Občine Lendava
Seznam osebnosti iz Občine Lendava vsebuje osebnosti, ki so se tu rodile, delovale ali umrle.
Občina Lendava ima 23 naselij: Banuta, Benica, Brezovec, Čentiba, Dolga Vas, Dolgovaške Gorice, Dolina pri Lendavi, Dolnji Lakoš, Gaberje, Genterovci, Gornji Lakoš, Hotiza, Kamovci, Kapca, Kot, Lendava, Lendavske Gorice, Mostje, Petišovci, Pince, Pince-Marof, Radmožanci in Trimlini.

## Šolstvo
- Brigita Farkaš (1968 Gaberje –), knjižničarka
- Janez Murkovič (1839 Mala Nedelja –1917, Lendava), šolnik
- Janoš Murkovič (1839 Mala Nedelja –1917, Lendavske Gorice), učitelj, pisatelj, glasbenik – napisal prvo in edino svoje delo v prekmurščini v gajici z naslovom Abecednik
- Löbl Lipót (1866 Lendava –1919, Marcali), učitelj
- Olga Paušič (1953 Lendava –), učiteljica, mladinska pisateljica
- Sabina Šinko (?Lendava –), profesorica likovne pedagogike
- Štefan Huzjan (1944 Lentij –), učitelj, slikar, pesnik, živi v Lendavi

## Znanost in humanistika
- Attila Kovács (1973 Murska Sobota –), zgodovinar, politolog, raziskovalec narodnostnih vprašanj – od leta 2005 je vodja enote za narodnostna vprašanja na Inštitutu za narodnostna vprašanja Republike Slovenije v Lendavi
- Bálint Bellosics (1867 Rédics –1916, Baja), etnolog, učitelj – eden prvih
- Elizabeta Bernjak (1947 Gaberje –), jezikoslovka, slovenistka, hungaristka – leta 1995 je bila urednica slovensko-madžarskega in madžarsko-slovenskega slovarja
- Feyér Gyula (1874 Dolga Vas –1959, Budimpešta), inženir
- István Vida (1920 Petišovci –2004, ?), krajevni zgodovinar
- János Göntér (1921 Dobrovnik – 1999 ?), krajevni zgodovinar – leta 1961 se vrne v Lendavo
- József Kazás (1934 Čentiba –), jezikoslovec
- Jutka Rudaš (1969 Karlsruhej –), literarna zgodovinarka, estetičarka, med leti 1993 in 1999 je poučevala madžarski jezik na dvojezični srednji šoli Lendava
- Kálmán Dervarics (1827 Gutorfölde –1904, Dolnja Lendava), zgodovinopisec, odvetnik, tolmač - prvi zgodovinopisec v Dolnji Lendavi
- Károly Bobics (1812 Lendava –1887, Bratislava), inženir
- Lászlo Göncz (1960 Murska Sobota –), zgodovinar, pisatelj, pesnik, raziskovalec narodnostnih vprašanj, poslanec madžarske narodnostne skupnosti – ustanovitelj Zavoda za kulturo madžarske narodnosti Lendava
- László Hadrovics (1910 Dolnja Lendava –1997, Solymár), jezikoslovec, filolog, slavist – 1937 je bil asistent na Inštitutu za slovenistiko
- Mária Szabó (1928 Gornji Lakoš –), avtorica etnografskih in zgodovinskih člankov, uradnica
- Milan Kac (1924 Lendava –), matematik
- Zoltán Lendvai Kepe (1964 Murska Sobota –), etnograf, muzeolog, trenutno zaposlen v Galeriji-Muzeju Lendava

## Religija
- Danijel Halas (1908 Črešnovci –1945, Hotiza), duhovnik
- Gerardo Antonio Zerdín Bukovec (1950, Čentiba –), duhovnik
- György Kultsár (?–1577, Dolnja Lendava), duhovnik, pisatelj, učitelj
- Jože Jurak (1920 Lendava –1989, Banja Luka), duhovnik, publicist
- Štefan Salai (1845 Dolnja Lendava –1913, Turnišče), duhovnik
- Vendel Ratkovič (1834 Lendava –1907, Sombotel), duhovnik

## Politika
- Ferenc Hajós (1935 Budimpešta –), bivši veleposlanik Slovenije na Madžarskem in funkcionar madžarske skupnosti, nekaj časa je bil predsednik NK Nafta Lendava, Šahovskega kluba Lendava in sodišča v Lendavi
- Jože Horvat (1955 Lendava –), politik in fizik
- Mária Pozsonec (1940 Dolga Vas –2017 ?), političarka, poslanka madžarske skupnosti -bila je podžupanja Lendave med leti 2006–2011.
- Mirko Brulc (1964 Lendava –), politik, socialni pedagog

## Kultura, Umetnost

### Gledališče, film in televizija
- Attila Mess (1974 Subotica –),igralec, radijski režiser, skiper, med leti 2005–2012 ustanovil več gledaliških skupin na dvojezičnih osnovnih šolah v Prekmurju
- Duša Počkaj (1924 Dolnja Lendava –1982, Ljubljana), igralka
- Ella Pivar (1948 Kot –2008, Rakičan), publicistka, novinarka, urednica, krajevna zgodovinarka – leta 1994 je postala novinarka in urednica Pomurskega madžarskega radija v Lendavi
- Gyula Thuróczy (1885 Mostje –1959, Debrecen), igralec, režiser
- József Papp (1957 Bečej –), novinar, knjižničar – delal v srednji šoli v Lendavi
- Lajos Bence (1956 Genterovci –), novinar, pesnik, učitelj, pisatelj, urednik, devet let delal kot profesor madžarščine na Dvojezični srednji šoli Lendava
- László Ujlaky (1914 Dolga Vas –1994, Budimpešta), igralec
- Viktorija Bencik Emeršič (1984 Lendava –), igralka

### Slikarstvo
- Dare Birsa (1958 Kamovci –), grafik in slikar
- Dubravko Baumgartner (1979 Murska Sobota –), akademski slikar, grafični oblikovalec, trenutno živi in ustvarja v Lendavi
- János Gönez (1934 Mostje –2009,?), slikar samouk, zapisovalec ljudskih običajev
- Lajči Pandur (1913 Lendava –1973, Maribor), grafik, slikar
- László Nemes (1948 Kološvar –), akademski slikar, med leti 2004–2009 je bil strokovni vodja Galerije Bánffy v Lendavi
- Milojka Žalik Huzjan (1953 Lendava –), grafična umetnica, profesorica likovne umetnosti, urednica
- Péter Orbán (1981 Murska Sobota –), grafični oblikovalec, razstavlja v Lendavi
- Sebastijan Časar (1981 Čakovec –]]), akademski slikar, zaposlen v Knjižnici Lendava
- Štefan Galič (1944 Lendava –1997, Ljubljana), slikar, grafik
- Zdenko Huzjan (1948 Lendava –), slikar, grafik, kipar, literat
- Zoltán Gábor (1922 Lendava – 2010 ?), slikar, likovni umetnik, esejist, znanstveno-umetnostni pisec

### Glasba
- Jani Fehér (1904 Dolga Vas –1987, ?), operni pevec
- Kálmán Pataky (1896 Lendava –1964, Los Angeles), operni pevec
- Robert Horvát (1961 Murska Sobota –), pevec, glasbenik, od leta 2010 poje v lendavski glasbeni skupini Halicanu, leta 1990 je dosegel prvo mesto na Festivalu narečnih pesmi

### Kiparstvo
- Ferenc Király (1936 Dolnji Lakoš –), kipar – prvi pomurski kipar prejemnik nagrade Munkácsy, 20 let je vodil Galerijo-Muzej Lendava in je ustanovitelj ter umetniški vodja Mednarodne likovne kolonije Lendava
- György Mayer Zalá (1858 Lendava –1937, Budimpešta), kipar – lendavski grad ima spominsko sobo z njegovimi skulpturami

## Književnost

### Pesniki
- Árpad Fodor (1982 Zalaegerszeg –), pesnik, učitelj športne vzgoje, zaposlen na Dvojezični osnovni šoli II v Lendavi
- Dániel Balazsek (1980 Murska Sobota –), pesnik – osnovno in srednjo šolo je obiskoval v Lendavi
- Erszébet Rozsmán (1934 Genterovci –), pesnica
- Jenő Hobán (1912 Dolga Vas –1965, Cluj-Napoca), pesnik
- József Varga (1930 Virovitica –), pesnik, urednik, jezikoslovec, osem let je bil ravnatelj Dvojezične osnovne šole v Genterovcih
- Judit Csuka-Zágorec (1967 Murska Sobota –), knjižničarka, pesnica, učiteljica, prevajalka, knjižničarka na Dvojezični osnovni šoli I Lendava
- Sándor Szúnyogh (1942 Dolnji Lakoš –1998, Lendava), pesnik, novinar, prevajalec, urednik – leta 1991 je bil urednik madžarskega manjšinskega TV programa Mostovi, nato programski urednik Studia madžarskih programov RTV Slovenija
- József Varga (1930 Virovitica –1907, Sombotel), pesnik, urednik, univerzitetni predavatelj, jezikoslovec – pri dveh letih se je preselil k stricu iz Genterovcev

### Pisatelji
- Albert Halász (1969 Gornji Lakoš –), pisatelj, pesnik, novinar, etnolog
- Matija Balažic (1912 Hotiza –1965, Dolenci), pisatelj, duhovnik
- Pál Szomi (1936 Petišovci –1989, Murska Sobota), pisatelj, novinar, učitelj
- Rózsa Kercsmár (1936 Dolnji Lakoš –1997, ?), pisateljica, novinarka
- Vendelin Ratkovič (1834 Lendava –1907, Sombotel), pisatelj, duhovnik, kanonik
- János Toplák Cimmermanm (1958 Friesach –), pisatelj, pesnik, slikar – kot otrok se je z družino preselil v Gornji Lakoš

## Šport
- Arpad Vaš (1989 Lendava –), nogometaš
- Franc Horvat Meštrovič (1948 Lendava –), lokalni raziskovalec zgodovine športa
- Jože Međimurec (1945 Pince-Marof –), atletik
- Karl Treiber (1955 Lendava –), igralec kriketa
- Mitja Novinič (1991 Lendava –), nogometaš
- Vedran Vinko (1990 Petišovci –), nogometaš

## Vojska
- Alan Geder (1958 Lendava –), častnik

## Pravo in Uprava
- Dervarics Kálmán (1827 Gutorfölde –1904, Dolnja Lendava), odvetnik
- Gabriella Bence Utroša (1959 Murska Sobota –), tolmačica in prevajalka na lendavskem sodišču – po njenem predlogu posnet prvi prekmurski madžarski film Božična čarovnija
- Jernej Sekolec (1948 Lendava –), pravnik
- Oszkár Laubhaimer (1852 Nagymarton –1918, Lendava), notar

## Zdravstvo
- Ivan Krampač (1923 Hotiza –2000, Maribor), zdravnik internist
- Jože Žižek (? Lendava –), veterinar
- Slavko Švenda (1952 Lendava –2012, Murska Sobota), veterinar, publicist, politik

## Župani
- Anton Balažek (? – ), nekdanji župan občine Lendava
- Janez Magyar (1968 Murska Sobota –), trenutni župan občine Lendava

## Razno
- Ernö Balkányi (1890 Berki Slovaška –1939, Dolnja Lendava), tiskar, založnik, knjigarnar in papirničar, deloval v Dolnji Lendavi
- Ferenc Horváth (1972 Murska Sobota –), funkcionar madžarske narodnosti, novinar – od leta 2011 je predsednik Pomurske madžarske samoupravne narodne skupnosti v Lendavi
- Kakasdi Hajós Mihály (1836 Cluj –1912, Lendava), svetovalec
- Martón Faragó (1952 Lendava –?), ?